# Biniville
Biniville ist eine französische Gemeinde mit 116 Einwohnern (Stand 1. Januar 2022) im Département Manche in der Region Normandie. Sie gehört zum Arrondissement Cherbourg und zum Kanton Bricquebec-en-Cotentin.
Nachbargemeinden sind Golleville im Nordwesten, Colomby im Nordosten, Hautteville-Bocage im Südosten und Sainte-Colombe im Südwesten.

## Bevölkerungsentwicklung

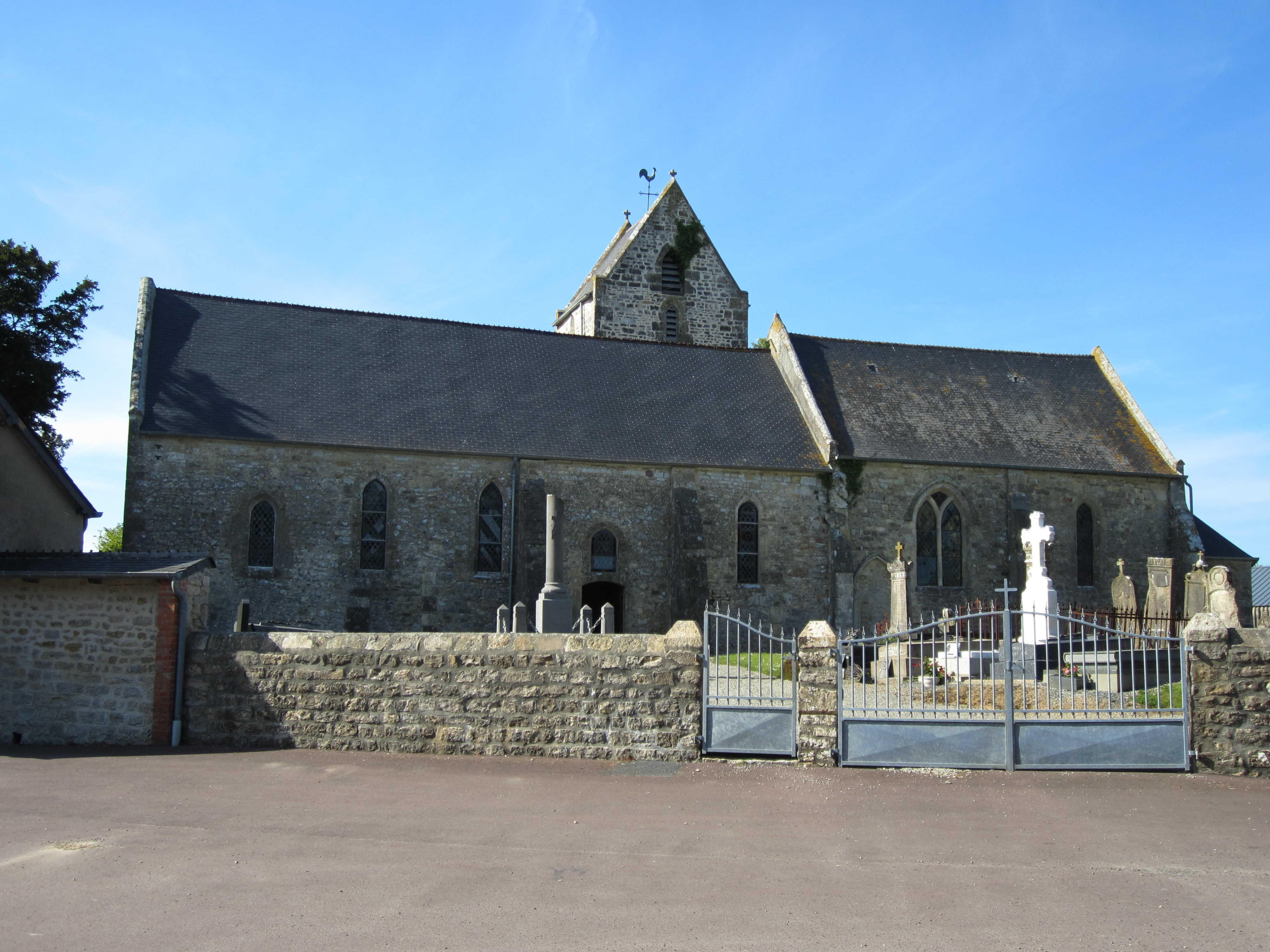
Kirche Saint-Pierre

| Jahr      | 1962 | 1968 | 1975 | 1982 | 1990 | 1999 | 2008 | 2018 |
| --------- | ---- | ---- | ---- | ---- | ---- | ---- | ---- | ---- |
| Einwohner | 110  | 89   | 103  | 105  | 95   | 89   | 96   | 114  |